# Хапи (сын Гора)
Хапи — в древнеегипетской религии один из четырёх сыновей Гора. В заупокойной литературе изображался как защитник трона Осириса в загробном мире. Не следует путать его с Хапи богом Нила.

## Мифология
Хапи (сына Гора) обычно изображали как бога с головой гамадрила. Его главной задачей была защита лёгких умершего, поэтому канопа, в которой лежали лёгкие, имела крышку в виде головы Хапи. Сам Хапи, в свою очередь, был под защитой Нефтиды. Также Хапи покровительствовал человеческой сущности иб (сердце). Когда его изображения рисовали на крышках саркофагов, то он, как правило, смотрел в направлении севера. В течение Третьего переходного периода практика бальзамирования претерпела некоторые изменения. Органы мумий стали помещать обратно внутрь тела. Туда же, в полость тела, клали амулет Хапи.
В его имени есть иероглиф, который, как полагают учёные[какие?], был связан с управлением лодкой, хотя точное значение этого иероглифа пока неизвестно. По этой причине, иногда его связывают с навигацией, хотя в более ранних источниках Хапи называют великим бегуном, в этом можно убедиться, прочитав 521 главу из Текстов Саркофагов:
Ты  —  великий бегун, приходящий, чтобы соединиться с моим отцом N, и не отдалишься в твоём имени Хапи, потому что ты есть величайший из моих детей, — так сказал Гор.
В 151 главе Книги мёртвых ему дают сказать следующую речь:
Я пришёл, чтобы стать твоим защитником, О N; я свяжу вместе твою голову и твои члены, я сражён твоим врагом за тебя, и я отдаю тебе твою голову навечно.
Хапи ассоциировался с одной из колонн Шу, с одним из четырёх рулевых на небесах. О Хапи говорится в 148 главе Книги мёртвых.

## Галерея

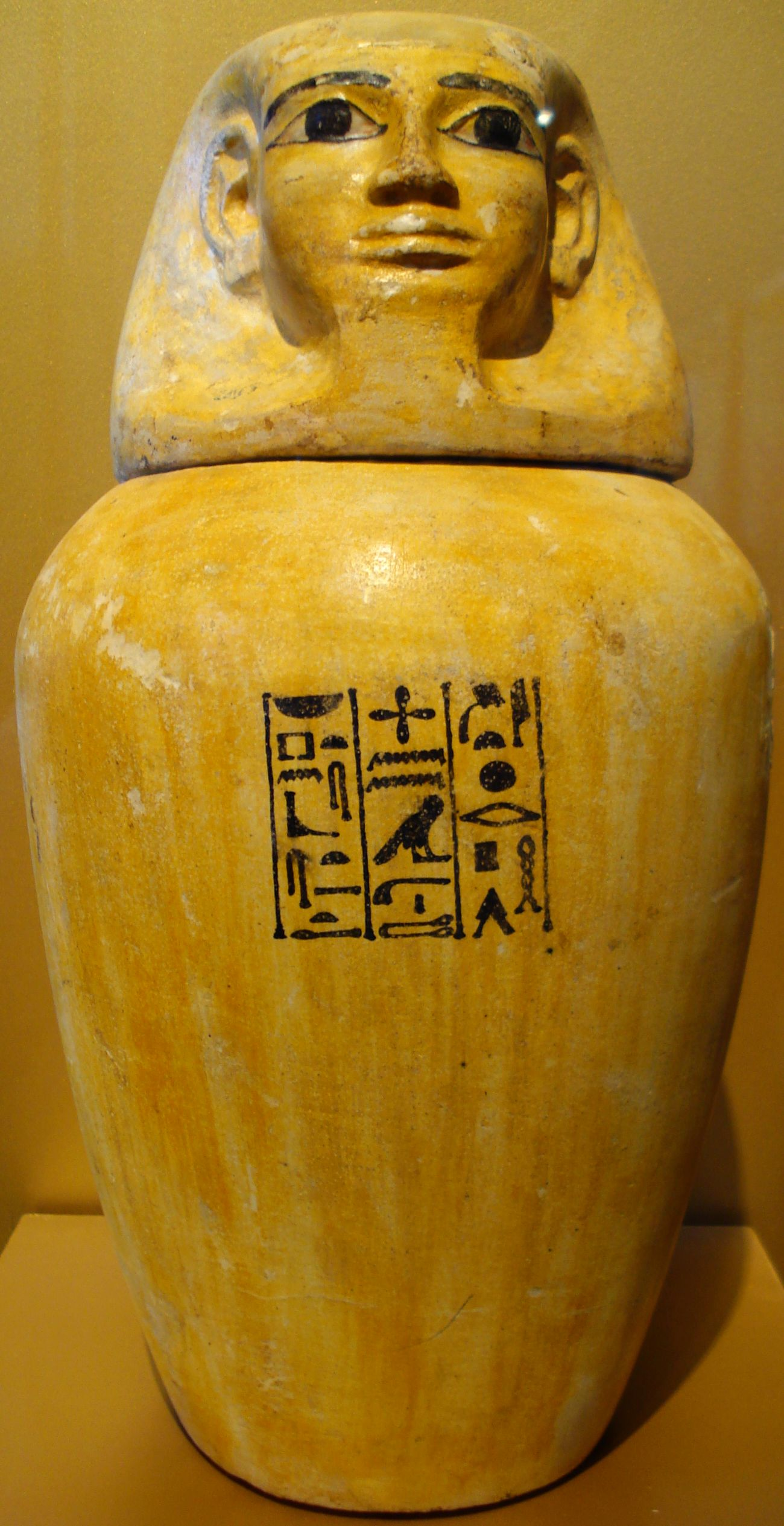
Канопа «Леди Сенебтиси»
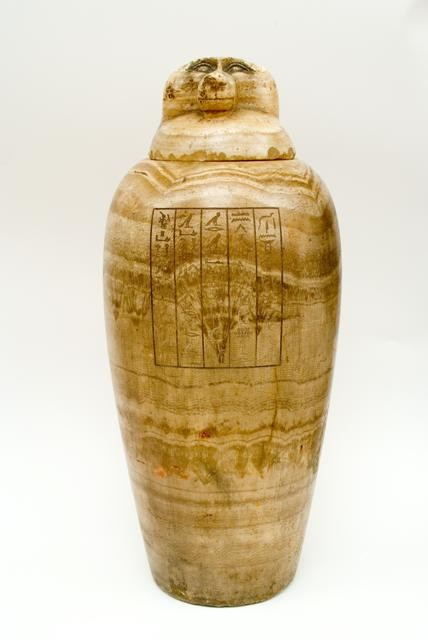
Канопа VI века до н.э. Эстонский Национальный Mузей
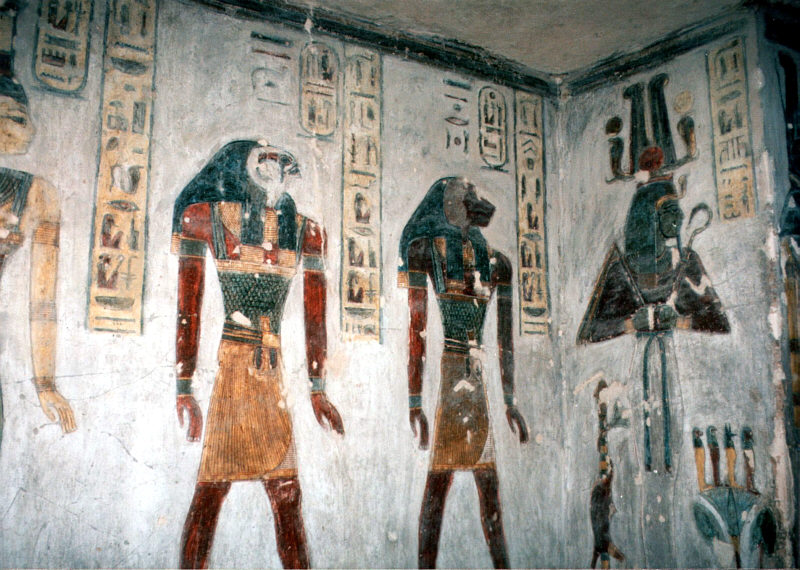
Хапи (в центре) в гробнице Рамсеса III (KV11) в Долине царей.
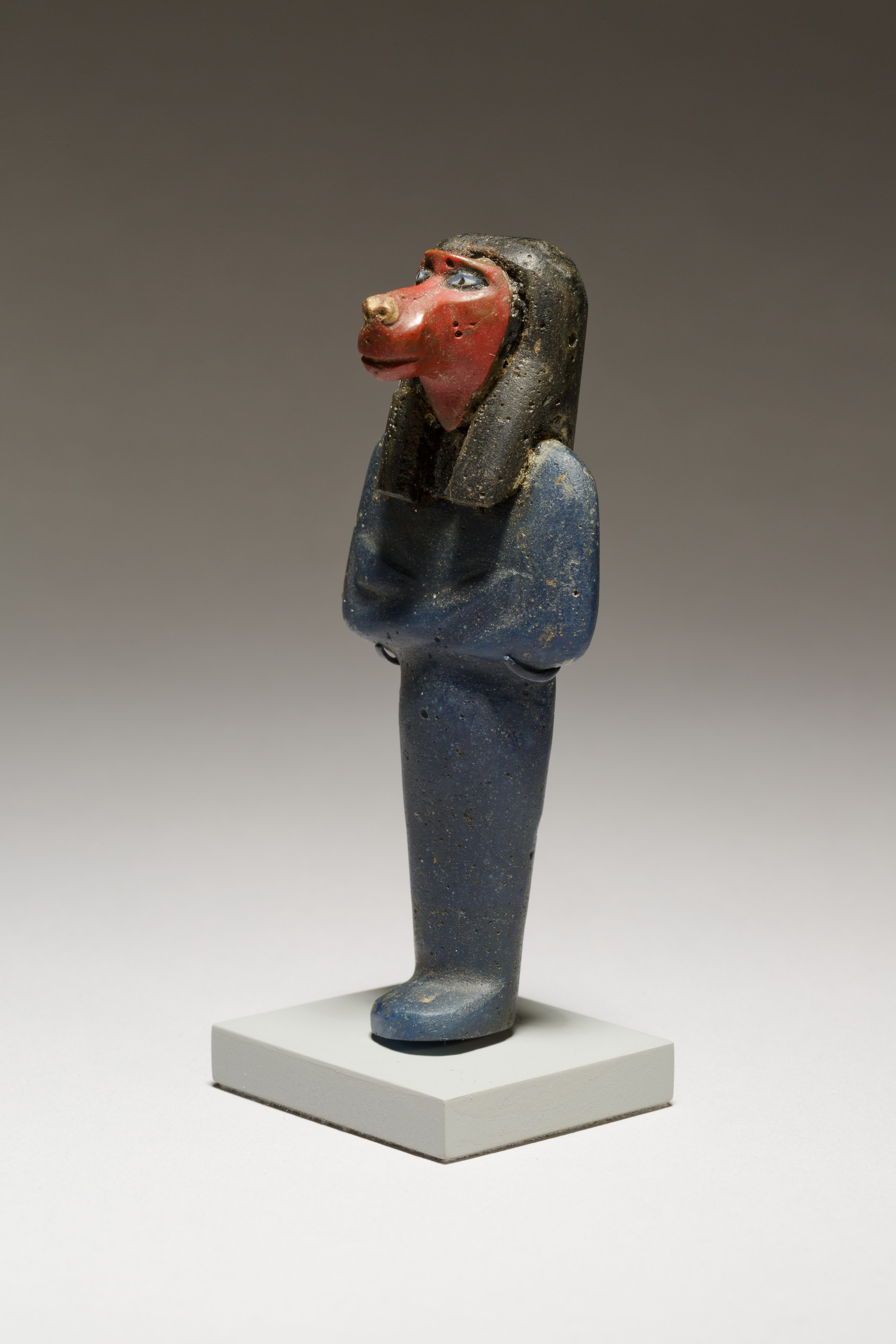
Погребальная фигурка Хапи. Третий переходный период (ок. 1100–332 годы до н.э.). Метрополитен-музей